# Argentinisch-nauruische Beziehungen
Dieser Artikel behandelt die Beziehungen zwischen Argentinien und Nauru.

## Diplomatie
Am 31. Oktober 2016 nahmen beide Staaten miteinander diplomatische und konsularische Beziehungen auf.

## Wirtschaft
Beide Staaten unterhalten Handelsbeziehungen von geringem Umfang. Zwischen 2004 und 2013 fanden lediglich Importe seitens Argentinien mit einem Volumen von etwa 20.000 US-Dollar statt. Dabei handelte es sich vor allem um Fahrzeugteile (63 Prozent) sowie Aushubmaschinen (21 Prozent). Die argentinischen Importe aus der Republik Nauru beliefen sich zwischen 2014 und 2018 auf insgesamt etwa 2.000 US-Dollar; argentinische Exporte fanden auch in diesem Zeitraum nicht statt.